# Margarinotus socius
Margarinotus socius är en skalbaggsart som först beskrevs av Lewis 1907.  Margarinotus socius ingår i släktet Margarinotus och familjen stumpbaggar. Inga underarter finns listade i Catalogue of Life.